# Numarán
Numarán (de la lengua tarasca: ‘Lugar de plantas
aromáticas’.) es una localidad mexicana, cabecera del municipio homónimo, en el estado de Michoacán. Su distancia a la capital, Morelia, es de 175 km .
Su relieve lo conforma el sistema Volcánico Transversal y el lomerío de la cañada, la cordillera de Penjamillo, los cerros Cofradía y de la Cruz y los valles del Pescado y Largo.

## Historia
Es un pueblo muy antiguo, anterior a la conquista española. En el año de 1529 el conquistador Nuño de Guzmán, se detuvo en Numarán a su paso en la conquista de Nueva Galicia, hoy Jalisco. Al consolidarse el gobierno español, en 1562, Numarán recibe el título de pueblo, otorgado por Don Luis de Velasco, segundo virrey de la nueva España y le asignan, además, la adoración de Santiago. Por muchos años fue vicaria fija del curato de Pénjamo, pero el señor Portugal lo segregó de este curato y lo agregó al de La Piedad, por las dificultades que ocasionaba la creciente del río Lerma. A principios del México Independiente, pertenecía al partido de Puruándiro. El 24 de abril de 1877, fue constituido municipio con cabecera del mismo nombre.

## Localización
Se localiza al norte del Estado, en las coordenadas 20º15' de latitud norte y 101º56' de longitud oeste, a una altitud de 1.700 m s. n. m. Limita al norte y este con el Estado de Guanajuato, al sur con Penjamillo y Zináparo, y al oeste con La Piedad. Su distancia a la capital del Estado es de 157 km por la autopista México-Guadalajara.

## Escudo
Se distinguen varios elementos: en la parte superior se encuentran dos dragones en honor al compositor de la marcha dragona; entré estos, una flor que da origen al nombre del municipio. El cuerpo del escudo está dividido en cuarteles; en el cuartel superior izquierdo la planta de trigo, maíz, sorgo, representan la actividad económica, en el cuartel superior un molcajete, representa la artesanía, en el cuartel superior inferior izquierdo una de las tradiciones ancestrales del municipio, el pan de Numarán, y en el cuartel superior izquierdo una campana que representa la arquitectura histórica, todo esto sobre el puente del Río Lerma. 

## Ecosistemas
Domina la pradera con matorral, pastizal y nopal.
Su fauna la conforman: coyote, comadreja, ardilla, cacomixtle, tlacuache, torcaza y bagre.

## Hidrografía
La Hidrografía del municipio la constituyen el río Lerma y pequeñas presas como La Soteleña, el Capulín y Lázaro Cárdenas.

## Orografía
Su relieve lo constituyen el sistema volcánico transversal y el lomerío de la cañada, la cordillera de Penjamillo, los cerros Cofradía y de la Cruz y los valles del Pescado y Largo.

## Clima
Cuenta con clima templado con lluvias en verano. Tiene una precipitación pluvial anual de 700 mm y temperaturas que oscilan entre 14.1 y 30.5 grados centígrados.

## Recursos naturales
La superficie forestal maderable, es ocupada por encino; la no maderable por matorrales de distintas especies. Al suroeste de la cabecera municipal, a 2 km se localiza una mina de toba y tezontle.

## Características y uso del suelo
Los suelos del municipio datan de los períodos cenozoico, terciario y mioceno; corresponden principalmente a los del tipo chernozem. Su uso es primordialmente agrícola y en menor proporción forestal y ganadero.

## Monumentos históricos
- Parroquia de Santiago Apóstol

## Personas destacadas
- Isaac Calderón Vega (1860- 1915) compositor y pintor revolucionario, conocido como el Águila del Río Lerma (compuso la Marcha dragona, Las tres pelonas entre otras)
- Jesús R. Guerrero (1911- )

## Educación
En Numarán, el 98.8% de la población de entre 15 a 24 años es alfabeta, de los cuales 66.5% ha terminado la educación básica, 19.5% la educación media superior, 6.9% la superior y el 7.0% no tiene escolaridad.

### Preescolar
- Jardín de niños Fray Juan de Zumárraga (Pública).
- Jesús R. Guerrero (Pública)
- Manuel Gutiérrez Nájera (Pública)
- Benito Pérez Galdós (Pública)
- Ovidio D'Croly (Pública)
- Manuel M. Ponce (Pública)
- Hermenegildo Galeana (Pública)
- Cuauhtémoc (Pública)
- Rosaura Zapata (Pública)
- Morelos (Pública)
- Frida Kahlo (Pública)
- Josefina Báez Calderón (pública)
- Vanguardia

### Primaria
- Francisco I. Madero (pública)
- José María Morelos (pública)
- Esperanza Villalpando Ramírez (Pública)
- 18 de Marzo (Pública)
- Vicente Guerrero (Pública)
- Evolución (Pública)
- Emiliano Zapata (Pública)
- Lázaro Cárdenas (Pública)
- Benito Juárez (Pública)
- Justo Sierra (Pública)

- Colegio La Patria (Privada)

### Media
- Escuela Secundaria Federal Vicente Guerrero (Pública)
- Escuela Telesecundara 026 La Tepuza, Numarán, Michoacán (Pública)
- Escuela Telesecundara 078 Cañada de Ramiréz, Numarán, Michoacán (Pública)
- Escuela Telesecundara 506 El triunfo, Numarán, Michoacán (Pública)

Nivel medio superior
- Colegio de Bachilleres Plantel Numarán Michoacán 72 (Pública)
- Telebachillerato Num 113 La Tepuza, Numarán, Michoacán

## Gastronomía
- Pan de trigo y centeno (cemas y chorreadas de Numarán).
- Birria de cabrito.
- Guajolotas (pambazos).
- Carnitas de cerdo.
- Tacos de cabeza
- Gorditas de cecina (carne de res seca)

## Festividades
- 25 de enero. Fiesta en honor al Santo Niño de Numarán, días antes del día oficial de esta fiesta tradicional; el pueblo recibe peregrinaciones de personas de las comunidades cercanas. El día 25 desde muy temprano se realiza una peregrinación desde la parroquia de Santo Santiago hacia la ermita por calles principales del pueblo, donde los feligreses cargan la imagen del Santo Niño de Numarán, posteriormente realiza una misa solemne en la ermita ubicada en la parte alta del pueblo, en la que posteriormente se presentan danzas prehispánicas por diversos grupos de jóvenes, por la tarde se disfruta de una comida y de la vista del valle y la rivera del río, para posteriormente regresar al santo Niño de Numarán a la Parroquia del centro del pueblo, donde por la noche se lleva a cabo la verbena popular, en donde se puede disfrutar de música, comida, fuegos pirotécnicos y juegos mecánicos, además de la venta de artesanías y dulces tradicionales mexicanos.
- Semana Santa. Representación de la Pasión y Muerte de Cristo por las calles del pueblo.
- 25 de julio. Fiesta en honor de Santo Santiago apóstol, en donde por la mañana se realiza una peregrinación de la imagen del santo así como la presentación de la tradicional danza de Moros y Cristianos y por la noche se realiza una verbena popular.
- 1 y 2 de noviembre.  Fiesta de día de muertos, los habitantes de la localidad, así como de localidades de otros municipios que tienen sepultados a sus difuntos en el panteón municipal les realizan ofrendas florales.
- 22 de noviembre. Festividad en honor a Santa Cecilia patrona de los músicos, donde las agrupaciones musicales del pueblo colocan altares en su honor, por la mañana se le lleva mañanitas a la imagen y por la noche se realiza una verbena popular con fuegos pirotécnicos.

## Actividades económicas
El 50.6% de la población se encuentra económicamente activa, de los cuales 68.7% son hombres y 31.3% son mujeres. La mayoría de la población se dedica al sector agropecuario y comercio.

## Hechos históricos
- 1529 Nuño de Guzmán se detuvo en ese lugar a su paso para la conquista de Nueva Galicia.
- 1562 Recibe el título de pueblo.
- 1877 El 24 de abril, es elevado a la categoría de Municipio.